# Casa Bonaventura Roig
La casa Bonaventura Roig és un edifici situat al carrer del Call, 8 del barri Gòtic de Barcelona, catalogat com a bé cultural d'interès local.

## Descripció
Es tracta d'un edifici entre mitgeres consistent en una planta baixa comercial, un entresòl i quatre pisos destinats a habitatges.
La façana que dona al carrer del Call es caracteritza en primer lloc per un basament a nivell de planta baixa amb dues obertures grans destinades a usos comercials i entre elles, l'entrada de veïns de l'immoble, estreta i quadrangular. Estructuralment es troba unida a l'entresòl gràcies a la presència de dos arcades que cobreixen tot el tram inferior de l'edifici. La composició simètrica de la façana es reforça amb la presència parella de tres balcons per planta, units en el primer per una balconada. Tots aquests, menys el de la planta més elevada, compten amb complicats treballs d'enreixat i forja.
El tret més distintiu de l'edifici és la profusa presència d'elements ornamentals de mida gran i realitzats en terra cuita, que generalment presenten motius foliacis. Aquests, ja neixen a la primera planta i arriben com s'ha dit quasi fins l'àtic, amb gran barroquisme als pisos primer a tercer. La darrera planta està mancada de decoració i separada de la resta per un ràfec simple però visible. Tot i la homogeneïtat cromàtica del conjunt creiem que s'ha de tractar d'un darrer pis afegit, tot i que en desconeixem la data. El coronament de l'edifici és molt senzill i està també mancat de decoració o formes complexes.

## Història
El 1835, el comerciant Bonaventura Roig i Ranau, natural d'Arenys de Mar i fill de Joan Roig i Fuster i Francesca Ranau, va contreure matrimoni amb Esperança Martorell i Montells, filla del fabricant tèxtil Bernardí Martorell i Cortada (vegeu passatge Bernardí Martorell). Els capítols determinaren que Esperança passaria a ser dependenta de la botiga del seu futur marit (vegeu casa Josepa Bartra de Canela), repartint-se els guanys al 50%.
Entre els mesos de juliol de 1848 i 1849, Roig va fer construir una casa a l'actual núm. 8 del carrer del Call, per un valor de 13.802 lliures i 10 sous, segons el projecte del mestre d'obres Francesc Joan Batlle.